# Зеленогушо карибско колибри
Карибското зеленогушо колибри (Eulampis holosericeus) е вид птица от семейство Колиброви (Trochilidae).

## Разпространение и местообитание
Разпространен е в Американските Вирджински острови, Ангуила, Антигуа и Барбуда, Барбадос, Бонер, Синт Еустациус, Саба, Британските Вирджински острови, Гваделупа, Гренада, Доминика, Мартиника, Монсерат, Пуерто Рико, Сейнт Винсент и Гренадини, Сейнт Китс и Невис, Сейнт Лусия и Сен Мартен.